# Середнє за Чезаро
В математиці середні за Чезаро послідовності {\displaystyle \{a_{n}\}} — це середні арифметичні перших {\displaystyle n} членів {\displaystyle \{a_{n}\}}:
{\displaystyle c_{n}={\frac {1}{n}}\sum _{i=1}^{n}a_{i}}
Поняття назване на честь італійського математика Ернесто Чезаро.
Основний результат теорії чезарових середніх (див. теорема Штольца) стверджує, що якщо існує границя послідовності {\displaystyle a_{n}}, то також існує границя послідовності {\displaystyle c_{n}}, і вони рівні:
{\displaystyle \exists \lim _{n\to \infty }a_{n}=A\Rightarrow \exists \lim _{n\to \infty }c_{n}=A}.
Тим самим, операція взяття чезарового середнього має властивість регулярності — зберігає властивість збіжності послідовності та її границю. В той же час, існує багато прикладів, коли вихідна послідовність не має границі, а її чезарові середні збігаються. (Наприклад, послідовність {\displaystyle a_{n}=(-1)^{n}}.) Це дозволяє використовувати чезарові середні як один з методів підсумовування розбіжних рядів.